# Nowa Zelandia na Letniej Uniwersjadzie 2007
Nową Zelandię na Letniej Uniwersjadzie w Bangkoku reprezentowało  zawodników. Nowozelandczycy zdobyli 1 medal (1 srebrny)

## Medale

### Srebro
- Melissa Ingram - pływanie, 200 metrów stylem klasycznym